# 韦斯·古德曼
韦斯·古德曼（英語：Wes Goodman，1984年2月14日—）是美国俄亥俄州参议院第87选区的参议员，隶属于共和党。第87选区包括克劳福德县、莫罗县和怀恩多特县，以及马里昂县和瑟内萨县的一部分。
2017年11月15日，韦斯·古德曼因其在自己办公室内的“不当行为”而辞职， 随后人们发现他是和另外一名男子发生了婚外性关系。

## 个人简介
韦斯·古德曼是俄亥俄州中部的终身居民。他毕业于俄亥俄卫斯理大学，主修政治学与行政管理。在加入吉姆·乔丹幕僚团队之前，他为美国参议院议员麦克·德文工作。随后，他又在“保守行动项目”（Conservative Action Project）中担任管理总监。